# 윈스턴 조지
윈스턴 조지(영어: Winston George, 1987년 5월 19일 ~ )는 가이아나의 육상 선수이다.